# Halálfejes lepke
A halálfejes lepke (Acherontia atropos) a rovarok (Insecta) osztályának lepkék (Lepidoptera) rendjébe, ezen belül a szenderfélék (Sphingidae) családjába tartozó faj.

## Előfordulása
A halálfejes lepke Afrikától északra a Shetland-szigetekig, nyugaton az Azori-szigetekig és keleten Irán északi részéig fordul elő. Vándorlása során átrepül az Alpokon. A modern mezőgazdálkodás veszélyezteti a fajt.

## Megjelenése

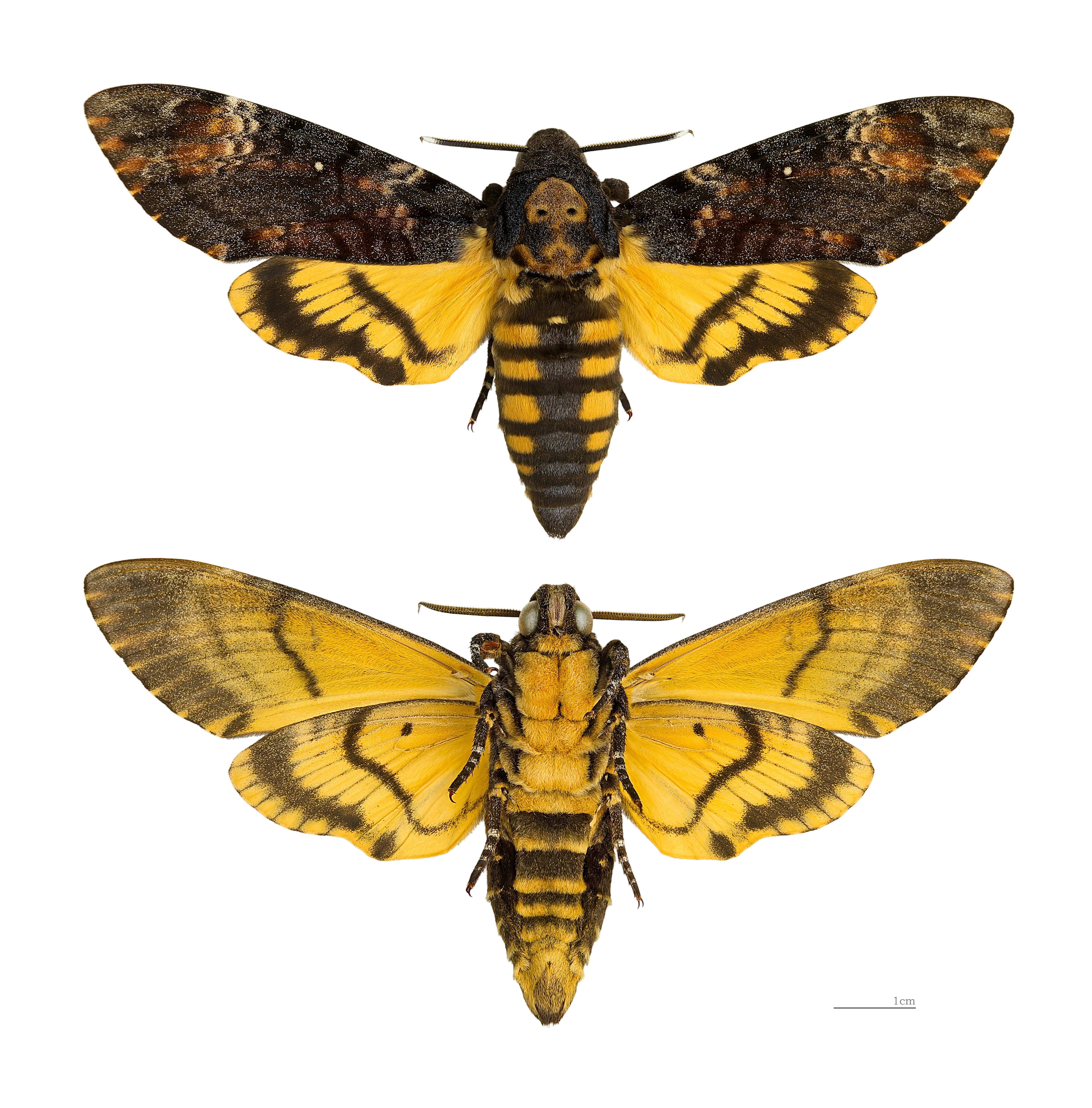
A halálfejes lepke felülről és alulról

A halálfejes lepke szárnyfesztávolsága 12,5 centiméter. A lepke teste nagy és erős, hátsó része szőrös és lekerekített. A hím kisebb a nősténynél, ettől eltekintve hasonlóak. A lábakon jól kivehető karmok biztos fogódzást nyújtanak a leveleken. Az elülső szárny feketén erezett és barna; okkersárgás, fénylő foltok és szalagok tarkítják. Sárga hátsó szárnya feketén csíkozott. Potroha szintén sárga-fekete csíkos. A sárgás halálfejrajzolat a tor felső részén helyezkedik el.

## Életmódja
A halálfejes lepke gyors éjjeli rovar. A hernyó tápláléka burgonyafélék és csucsorfélék. A lepke nektárral, növényi nedvekkel és mézzel táplálkozik. A mézet a méhektől lopja. A kaptárba erővel hatol be este 7-8 körül. Jelenléte felizgatja a méheket, de csak ritkán tudják megölni. A mézrablás utáni vizsgálatok szerint egyszerre fél teáskanálnyi mézet tudnak a szívógyomrukba szívni. A rablás nem veszélytelen, néha a pusztulásukat is okozza, mert a legtöbb méhszúrást vastag bundája ugyan felfogja, viszont a testgyűrűk egymáshoz illeszkedésénél a puhább részekbe kapott szúrások elpusztíthatják. Ráccsal lehet ellene védekezni.
Az imágó 2-3 hónapig él. Május-júniusban és szeptember–októberben repül.

## Szaporodása
A parányi, zöld petéket a lepke egyesével rakja a burgonyafélék leveleire. Európában 5-6 hónap kell a petéből való kibújáshoz, viszont Afrikában évente 2-3 peterakás is lehetséges. A hernyó gyönyörű színezetű, 12,5 centiméter hosszú. A hernyótest végén lévő sarkantyú az ellenség elijesztésére szolgál. Ha megérintik, ciripelő, kattogó hangot hallat. A báb barnásfekete vagy fénylő vörösesbarna; érintésre ciripelő hangot ad. A telet a föld alatt tölti.

## Rokon fajok
A halálfejes lepke két legközelebbi rokona az indiai és délkelet-ázsiai Acherontia lachetis és a közel-keleti és kelet-ázsiai Acherontia styx.